# Juan Carlos Colman
Juan Carlos Colman (Concordia, 15 dicembre 1922 – 15 settembre 1999) è stato un calciatore argentino, di ruolo difensore.
Era soprannominato El Comisario.

## Palmarès

### Club

#### Competizioni nazionali
- Campionato argentino: 1

Boca Juniors: 1954

### Nazionale
- Campeonato Sudamericano de Football: 2

Ecuador 1947, Cile 1955